# Electro-Harmonix
Electro-Harmonix è un'azienda con sede a New York che produce processori audio di alto livello e valvole 'rebrandizzate'. L'azienda è stata fondata da Mike Matthews nel 1968 ed è oggi conosciuta soprattutto per aver prodotto negli anni '70 e '90 degli effetti a pedale per chitarra elettrica molto apprezzati. Molte persone non sanno che EH negli anni '70 produsse anche una linea di chitarre.
Nel corso della metà degli anni '70 EH si è affermata come pioniera nella costruzione di effetti a pedale per chitarra elettrica ed è stata la prima azienda a proporre e costruire effetti a pedale per chitarra elettrica e basso elettrico ad un prezzo accessibile per la maggior parte dei musicisti. Tra questi prodotti si possono ricordare l'effetto a pedale flanger (Electric Mistress), il primo delay analogico privo di parti mobili (Memory Man), e il primo simulatore di distorsore valvolare (Hot Tubes). Nel 1980 Electro-Harmonix ha inoltre progettato e prodotto uno dei primi delay/loop station, il (16-Second Digital Delay).